# Nanni Moretti
Pour les articles homonymes, voir Moretti.
Ne doit pas être confondu avec Nina Morato.
Giovanni Moretti, dit Nanni Moretti [ˈnanni moˈretti], né le 19 août 1953 à Brunico dans le Trentin-Haut-Adige, est un réalisateur, scénariste et acteur de cinéma italien. Il est également producteur, distributeur et directeur de salle via ses sociétés Sacher Film, Sacher Distribuzione et son cinéma le Nuovo Sacher.
Éminente personnalité du cinéma européen, Nanni Moretti a constitué une œuvre cohérente qui développe une forme personnelle d'autofiction et alterne drame, satire et militantisme. Il joue dans tous ses films. Ses longs métrages cherchent à concilier la tradition néoréaliste et les codes de la comédie à l'italienne et forment une chronique vaste et subjective de l'Italie politisée de l'après-mai 68 et du début du XXIe siècle.
Le cinéaste est lauréat de la Palme d'or du festival de Cannes 2001 pour La Chambre du fils, et d'une trentaine d'autres prix internationaux.

## Biographie
Nanni Moretti naît au sein d'une famille d'enseignants. Son père est l'épigraphiste Luigi Moretti. Sans que sa famille soit pauvre, elle est relativement modeste. À l’adolescence, il se découvre deux passions : le cinéma et le water-polo. À cette époque il contracte une hépatite virale qui l'oblige pendant un temps à ne se nourrir que d'artichauts bouillis et de jambon cru. Lorsqu'il est totalement guéri, il obtient, « de haute lutte » sa première Vespa. Une fois ses études achevées, il se met en tête de devenir réalisateur et tourne en 1973 ses deux premiers courts métrages : Pâté de bourgeois (it) et La Défaite (it) (filmés en Super 8) qu'il tourne, interprète, monte et développe lui-même.
Il devient l'acteur principal de ses œuvres où il apparaît dans une série d'alter ego exubérants. D'emblée, ses premiers films dévoilent son style singulier, caractérisé par une ironie mordante et un sens aiguisé de l'observation psychologique et sociale. Ils affirment également sa force de caractère et mêlent éléments autobiographiques, questionnements intimes, considérations artistiques et préoccupations politiques. En 1976 sort Je suis un autarcique, son premier long métrage filmé en Super 8 et gonflé en 16 mm. Dans ce film, le réalisateur met en scène une troupe de théâtre avant-gardiste dont il se sert pour porter un regard ironique sur le gauchisme. En 1977, il tient un petit rôle dans Padre padrone des frères Taviani.
En 1978, il réalise Ecce bombo qui raconte les rapports difficiles d’un étudiant avec son entourage. Ce film est présenté en sélection officielle au festival de Cannes.
En 1981, Sogni d'oro, sa nouvelle réalisation, obtient le Grand Prix du Jury à la Mostra de Venise. En 1983, il met en scène Bianca dans lequel il interprète un professeur amoureux de Laura Morante, une de ses actrices fétiches. En 1986, on le retrouve sous les traits d’un curé dans la comédie La messe est finie (Ours d'argent à Berlin) et dans la peau d’un militant communiste devenu amnésique dans le film Palombella rossa, en 1989.

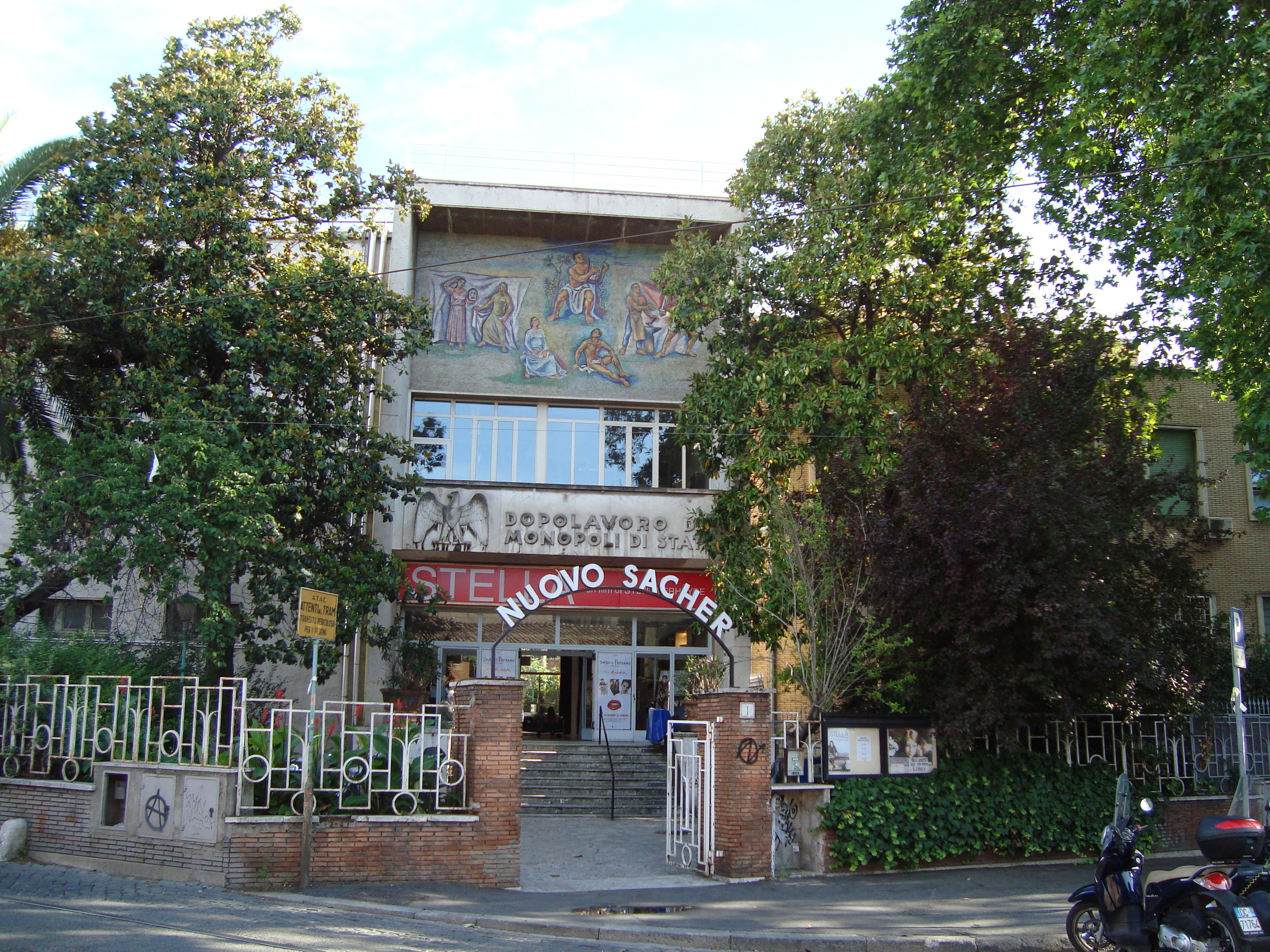
Le cinéma Nuovo Sacher dans le quartier du Trastevere à Rome.

Grâce à sa maison de production Sacher Film, qu’il fonde en 1986 au côté d'Angelo Barbagallo et qu'il nomme ainsi en hommage à sa pâtisserie préférée, la Sachertorte, il produit les œuvres de cinéastes débutants comme La Seconde fois de Mimmo Calopresti et Le Porteur de serviette de Daniele Luchetti, films dans lesquels il endosse le premier rôle. Il acquiert également, en 1991, le cinéma d'art et essai le Nuovo Sacher dans le quartier du Trastevere de Rome qui lui sert de base de diffusion à ses films et ses productions. Il y programme également les réalisations d'auteurs reconnus ou débutants.
À la fin de l'année 1990 il doit incarner le premier rôle masculin de  La Double Vie de Véronique de Krzysztof Kieślowski. Mais, alors qu'il a commencé à tourner dans ce film, son état de santé est trop mauvais pour qu'il puisse continuer (il se découvrira par la suite un cancer) et il doit être remplacé.
En 1991, il reprend une salle de cinéma, le Cinema Nuovo. Pour des raisons administratives, il ne peut en modifier le nom, mais il lui est possible d'y rajouter quelque chose : il l'appelle alors le « Cinema Nuovo Sacher ». La salle ouvre en novembre 1991 avec à l'affiche le film Riff-Raff de Ken Loach.
En 1994, il obtient le Prix de la mise en scène au festival de Cannes pour son film Journal intime, dans lequel il dévoile qu'il a été atteint de la maladie de Hodgkin, une forme de cancer. Ce prix à Cannes lui permet d'atteindre une notoriété internationale.
Nanni Moretti apprécie particulièrement le cinéma iranien. Il participe au jury de la sélection officielle du festival de Cannes 1997 et y fait tout pour qu'Abbas Kiarostami reçoive la Palme d'or avec son film Le Goût de la cerise (ex aequo avec le film L'Anguille de Shōhei Imamura). La présidente du jury, Isabelle Adjani, se sentira trahie par son attitude (elle soutenait le film De beaux lendemains) et qualifiera dans la presse Moretti de « Machiavel »
En 1998, dans Aprile, présenté à Cannes, il fait part de sa joie d’être père et de son contentement d'assister à la victoire de la gauche aux élections tout en dévoilant ses doutes sur l'avenir.
Moretti fonde ensuite, en 1998, la société Sacher Distribuzione, spécialisée dans la distribution de films d'auteur. Celle-ci a notamment assuré, en Italie, la sortie d'Une séparation d'Asghar Farhadi, La guerre est déclarée de Valérie Donzelli, Angèle et Tony d'Alix Delaporte et César doit mourir des frères Taviani. Moretti est également le créateur du Prix Sacher et du Sacher Festival, consacré aux courts métrages.

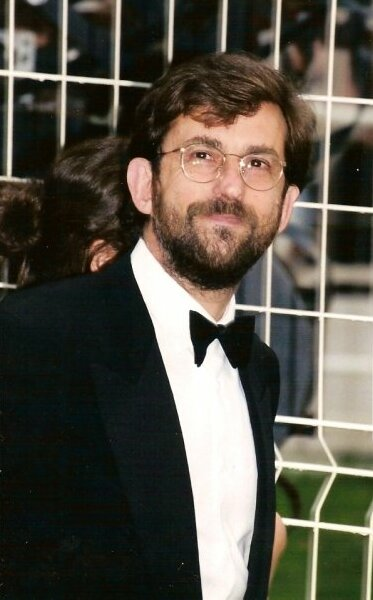
Nanni Moretti au festival de Cannes 2001.

En 2001, à nouveau présent à Cannes, il obtient la Palme d'or pour La Chambre du fils, drame intimiste racontant la manière dont une famille de la classe moyenne anconitaise réagit après la perte de son fils adolescent.
Nanni Moretti a présidé le jury de la 58e Mostra de Venise, en 2001. Son jury a décerné le Lion d'or au Mariage des moussons de Mira Nair. En 2007 et 2008, il a par ailleurs assuré la présidence du festival du film de Turin.
Moretti décide de sortir son film suivant, Le Caïman, au moment des campagnes législatives de 2006, car il est autant une satire de Silvio Berlusconi et de sa gouvernance qu'un portrait kaléidoscopique de l'Italie des années 2000. Le Caïman est par ailleurs présenté à Cannes. En 2008, on le retrouve devant la caméra d'Antonello Grimaldi dans Caos calmo.
En 2011, sa comédie Habemus papam, qui narre les déboires d'un pape français dépressif, incarné par Michel Piccoli, est présentée en compétition au 64e Festival de Cannes. Lors de sa sortie, elle remporte un large succès critique et public. Le film est classé comme le meilleur de l'année par les Cahiers du cinéma.
Quinze ans après avoir été juré au festival de Cannes 1997, sous la présidence d'Isabelle Adjani, il est nommé président du jury de la 65e édition cannoise par Thierry Frémaux, le 20 janvier 2012. Cette nomination concrétise une longue relation avec le festival : huit de ses réalisations furent sélectionnées, dont six en compétition. Son jury, composé des comédiens Diane Krüger, Ewan McGregor, Hiam Abbas et Emmanuelle Devos, des réalisateurs Alexander Payne, Andrea Arnold et Raoul Peck ainsi que du styliste Jean-Paul Gaultier, attribue la Palme d'or à Amour de Michael Haneke. Sa présidence est critiquée par les festivaliers, jugeant son palmarès décevant (avec l'absence de Holy Motors, Mud : Sur les rives du Mississippi et De rouille et d'os) et formulant un soupçon de copinage et de conflit d'intérêts,. En effet, quatre films primés sur six ont le même distributeur français que Moretti (Le Pacte) et Ken Loach et Matteo Garrone, que le cinéaste compte parmi ses amis et dont il a distribué les précédents films en Italie, ont été récompensés pour des films jugés médiocres par plusieurs critiques,,,,. Jean Labadie, distributeur de Moretti et Thierry Frémaux démentent cependant cette accusation de favoritisme.
En 2015, Moretti présente son nouveau film, Mia madre, avec Margherita Buy, portrait d'une réalisatrice en proie à des doutes créatifs et personnels. Le film, qui interroge le rapport entre fiction et réalité, est sélectionné en compétition au 68e festival de Cannes où il reçoit le Prix du jury œcuménique pour « sa maîtrise et son exploration fine et élégante, imprégnée d’humour, de thèmes essentiels dont les différents deuils auxquels la vie nous confronte. ».

### Vie privée
Nanni Moretti a été le compagnon de Silvia Nono, née en 1959, traductrice et mère de leur fils Pietro Moretti.

### Problème de santé
Le 2 avril 2025, il est victime d'une crise cardiaque et est hospitalisé en urgence à Rome, il quitte l’hôpital quatre jours après. 

## Décorations
- 1996 : Grand officier de l'ordre du Mérite de la République italienne
- 2012 : Commandeur de l'ordre des Arts et des Lettres, remise de décoration par Aurélie Filippetti à Cannes, lors du 65e festival[25]

## Filmographie

### Réalisateur

#### Longs métrages
- 1976 : Je suis un autarcique (Io sono un autarchico)
- 1978 : Ecce bombo
- 1981 : Sogni d'oro
- 1983 : Bianca
- 1985 : La messe est finie (La messa è finita)
- 1989 : Palombella rossa
- 1994 : Journal intime (Caro Diario)
- 1998 : Aprile
- 2001 : La Chambre du fils (La stanza del figlio)
- 2006 : Le Caïman (Il caimano)
- 2007 : Chacun son cinéma (segment Diario di uno spettatore)
- 2011 : Habemus papam
- 2015 : Mia madre
- 2018 : Santiago, Italia
- 2020 : Tre piani
- 2023 : Vers un avenir radieux (Il sol dell'avvenire)

#### Courts métrages
- 1973 : La sconfitta
- 1973 : Pâté de bourgeois
- 1974 : Come parli frate?
- 1990 : La cosa
- 1994 : L'unico paese al mondo
- 1996 : Il giorno della prima di Close-Up
- 2002 : The Last Customer
- 2003 : Il grido d'angoscia dell'uccello predatore – Tagli d'Aprile
- 2007 : Diario di uno spettatore
- 2008 : Film Quiz

### Acteur
Nanni Moretti joue dans tous ses films (voir la liste ci-dessus), même ceux qui ne sont pas à caractère autobiographique. Il a en outre joué dans les films suivants :
- 1977 : Padre padrone des frères Taviani
- 1988 : Domani, domani de Daniele Luchetti
- 1991 : Le Porteur de serviette de Daniele Luchetti
- 1995 : La Seconde Fois de Mimmo Calopresti
- 2008 : Caos calmo d'Antonello Grimaldi
- 2022 : Le Colibri (Il colibrì) de Francesca Archibugi : Daniele Carradori

### Producteur
- 1988 : Notte italiana de Carlo Mazzacurati
- 1988 : Domani, domani de Daniele Luchetti
- 1991 : Le Porteur de serviette (Il portaborse) de Daniele Luchetti
- 1995 : La Seconde Fois (La seconda volta) de Mimmo Calopresti
- 2002 : Zapaterra ; court-métrage brésilien de Cesar Augusto Meneghetti et Elisabetta Pandimiglio
- 2004 : Je lis dans tes yeux (Te lo leggo negli occhi) de Valia Santella

## Prix et récompenses
- 1978 : Ruban d'argent du meilleur sujet pour Ecce bombo
- 1981 : grand prix du jury de la Mostra de Venise pour Sogni d’oro
- 1986 : Ours d’argent au Festival de Berlin pour La messe est finie
- 1988 : Ruban d'argent du meilleur producteur pour Domani, domani, réalisé par Daniele Luchetti
- 1990 : Ruban d'argent du meilleur sujet pour Palombella rossa
- 1991 : David di Donatello du meilleur acteur pour Le Porteur de serviette, réalisé par Daniele Luchetti
- 1992 : Ruban d'argent du meilleur producteur pour Le Porteur de serviette, réalisé par Daniele Luchetti
- 1994 : prix de la mise en scène du Festival de Cannes pour Journal intime
- 1994 : David di Donatello du meilleur film pour Journal intime
- 1994 : Ruban d'argent du meilleur réalisateur pour Journal intime
- 1996 : Ruban d'argent du meilleur producteur pour La Seconde Fois, réalisé par Mimmo Calopresti
- 2001 : Palme d'or et prix FIPRESCI de la Critique internationale  au Festival de Cannes pour La Chambre du fils
- 2001 : David di Donatello du meilleur film pour La Chambre du fils
- 2001 : Ruban d'argent du meilleur réalisateur pour La Chambre du fils
- 2004 : Carrosse d'or de la Quinzaine des réalisateurs pour l'ensemble de son œuvre
- 2006 : David di Donatello du meilleur film, du meilleur producteur et du meilleur réalisateur pour Le Caïman
- 2007 : Ruban d'argent du meilleur producteur pour Le Caïman
- 2011 : Rubans d'argent du meilleur producteur, du meilleur réalisateur et du meilleur sujet pour Habemus papam
- 2015 : prix du jury œcuménique au Festival de Cannes pour Mia Madre